# 丘阿庫斯山脈
丘阿庫斯山脈是危地馬拉的山脈，位於該國中部高地，從基切省一直向東南面延伸至下維拉帕斯省，東面以薩拉馬河為界，最高點海拔高度2,504米。
15°05′N 90°45′W / 15.083°N 90.750°W